# Alexandr Kist

Alexandr Alexejevič Kist (19. ledna 1937 Praha - 29. listopadu 2018 Ulugbek, Taškent, Uzbekistán) byl jedním z nejvýznamnějších jaderných fyziků 20. století žijících na území Uzbekistánu, profesor, dlouholetý zástupce ředitele Ústavu jaderné fyziky Akademie věd Uzbekistánu a velký milovník Prahy.
Byl nejen fascinován vědou, ale byl i velkým přívržencem umění, hudby, sportu a turistiky. Jeho kolegové o něm mluví jako o „muži s velkým srdcem“, který byl proslulý láskou k církvi, inteligencí, jemným humorem a pozorností.

## Původ a mládí
Narodil se v Praze v rodině ruských emigrantů Alexeje Alexandroviče Kista (22. ledna 1901 – 20. března 1966) a Jekatěriny Nikolajevny Kist (11. ledna 1901 – 11. února 1989), kteří se poznali v exilu v Praze. Jeho otec, který pocházel z Drozdova, bojoval na straně Bělogvardějců-Drozdovců proti bolševické Rudé armádě a uprchl do Evropy přes Sevastopol a Turecko.
Jeho matka Jekatěrina Reitlinger se narodila v rodině právníka a ekonoma Nikolaje Reitlingera a byla vnučkou generálů Alexandra Reitlingera z otcovy strany a Nikolaje Ganěckého z matčiny strany. Její sestra jeptiška Joanna Reitlinger (ve světě známá jako Julia Nikolajevna Reitlinger) byla slavnou malířkou ikon, duchovní dcerou ruského filozofa a teologa Sergeje Nikolajeviče Bulgakova. Během občanské války obě sestry spolu se svým otcem uprchly do Varšavy a později do Prahy. Dvě další matčiny sestry a babička Alexandra Kista zemřely na Krymu na tyfus.
Alexandrova matka Jekatěrina a její sestra Joanna měly na Alexandra Kista velký vliv, celý život na ně uchovával památku a vytvořil o nich několik diafilmů.
Alexandr Kist vyrůstal s celou svou rodinou v Praze na Žižkově. Po maturitě na gymnáziu v Praze v roce 1955, když bylo celé rodině nabídnuto občanství Sovětského svazu, Československo opustili a v rámci sovětského programu osídlování Střední Asie byla celá rodina vystěhována do Taškentu, kde poté studoval na Chemické fakultě Středoasijské státní univerzity. Láska k Praze a všemu českému mu zůstala po celý život. Do Prahy se chtěl vrátit. Alexandr Kist v rozhovorech uváděl, že Prahu tehdy opustit nechtěl, ale rodina nedala jinak: "V Praze, kde jsem vystudoval ruské gymnázium, jsme si hodně povídali s ruskými emigranty - se Zavadovskými, se Savickými - byl to velmi zajímavý a přátelský kroužek a nechtěli tam žít, všichni chtěli jít dychtivě do Sovětského svazu. Měl jsem palčivou touhu zůstat, ale rodiče mi to nedovolili. Měli velmi rádi Rusko, ačkoli Kistové byli původem Holanďané a Reitlingerové byli původem Němci. Dědeček Nikolaj Alexandrovič Reitlinger si chtěl před revolucí změnit příjmení na ruské Ezdakov a byl připraven vzdát se svého baronského titulu. Příjmení Kist patřilo mému předkovi, tesaři Gerritu Kistovi, v jehož domě žil Petr I. Veliký v holandském Zaandamu. Ruský car pak pozval Gerrita do Ruska a dal mu půdu na Krymu. V Sevastopolu dodnes stojí budova bývalého hotelu Kistа, který byl svého času nejlepší na krymském pobřeží. Návrat z emigrace byl pro všechny Rusy těžký až tragický. Otec mého přítele Ivana, profesor Petr Nikolajevič Savickij, který byl ředitelem ruského gymnázia v Praze, byl v roce 1945 zatčen a poslán na 11 let do mordvinských táborů. Kněz, který mě pokřtil, archimandrita Isaakij Vinogradov, který byl mým zpovědníkem po mnoho let, byl po návratu do vlasti také odsouzen na 11 let, ale díky podpoře patriarchy Alexije I. byl o rok později propuštěn. Repatrianti, kteří se po válce vrátili do Sovětského svazu, končili zpravidla v táborech a věznicích."

## Život a dílo
Po vysokoškolských studiích začal v roce 1960 působit jako laborant v Ústavu jaderné fyziky Akademie věd ve vesničce Ulugbek nedaleko Taškentu, ve které byl krátce předtím spuštěn první jaderný reaktor ve Střední Asii, na jehož výstavbě se podíleli i čeští vědci .[zdroj?]
Alexandr Kist byl průkopníkem sovětské vědecké školy v oblasti radioanalytické chemie. Postupně se vypracoval z laboranta na vedoucího laboratoře aktivační analýzy. V rámci tehdejšího Sovětského svazu byl koordinátorem prací na aktivační analýze. V roce 1970 získal hodnost doktora věd na Leningradské státní universitě v St. Petersburgu. V roce 1974 byl jmenován profesorem analytické chemie. V roce 1975 byl jmenován zástupcem ředitele Ústavu jaderné fyziky se sídlem v Ulugbeku nedaleko Taškentu. V této pozici působil 26 let až do roku 2001, kdy měl odejít do starobního důchodu. V Ústavu však zůstal a od roku 2001 do roku 2007 působil ve funkci poradce ředitele Ústavu.
Po rozpadu Sovětského svazu se v roce 1992 stal členem-korespondentem nevládní Ruské akademie přírodních věd.c Ve stejném roce se stal členem Mezinárodní společnosti pro výzkum stopových prvků u lidí (The International Society for Trace Element Research in Humans).[zdroj?]
Spolupracoval s významnými závody v Uzbekistánu, především s Almalykským hornicko-metalurgickým kombinátem, který patří mezi 30 největších výrobců mědi na světě a je významným výrobcem stříbra a zlata, s Navoiským hornicko-metalurgickým kombinátem, který patří mezi prvních 10 světových výrobců zlata a uranu, a také s Uzbeckým kombinátem žáruvzdorných a tepluodolných kovů. Aktivní spolupráci vedl také s představiteli medicínských zařízení, institucí ochrany přírody a životního prostředí, geology a s představiteli policejních a dalších právo chránících orgánů.[zdroj?]
Alexandr Kist napsal přes 500 vědeckých prací z oblasti analytické chemie, radiochemie, aplikované jaderné fyziky, ekologie, biochemie, geochemie, důlních a hutních technologií. Mezi nejvýznamnější díla patří jeho dvě monografie "Biologická role chemických prvků a periodický zákon" z roku 1973 a "Fenomenologie biochemie a bio-neorganické chemie" z roku 1987, obě vydané vydavatelstvím FAN v Taškentu. Oceňovány byly také jeho práce o složení lidské krve a vlasů a jeho příspěvky k lékařskému a ekologickému hodnocení stavu životního prostředí na území Uzbekistanu a některých dalších oblastech bývalého SSSR.Tyto jeho práce vedly nejen ke zvýšení jeho renomé jako vynikajícího vědce, ale také ke zvýšení prestiže Ústavu jaderné fyziky. Je autorem 12 patentů.[zdroj?]
Byl vedoucím více než 40 kandidátských a 9 doktorandských dizertačních prací. Jeho studenti působí v Bělorusku, Kazachstánu, Rusku, Tádžikistánu, USA a Uzbekistánu.
Alexandr Kist byl jedním z organizátorů a kurátorem výroby izotopů ve státním podniku Radiopreparat, který vyrábí více než 60 produktů s radioaktivními izotopy pro lékařství a vědu, exportovaných do USA, Velké Británie, Německa, Finska a dalších zemí.
Účastnil se řady programů pořádaných na mezinárodní úrovni, včetně mezinárodních organizací, jako je Mezinárodní agentura pro atomovou energii, programu Copernicus, WHO, INTAS, UNIDO, STCU, ale také na bilaterální úrovni, zejména ve spolupráci s USA, Ruskem, Polskem, Českem, Brazílií, Peru, Švédskem, Indií a dalšími zeměmi. V České republice spolupracoval s Ústavem jaderného výzkumu v Řeži u Prahy, který se podílel na odvozech použitého jaderného paliva z Uzbekistánu.
Mezinárodní agentura pro atomovou energii jej mnohokrát nominovala do různých misí jako svého experta.
V Uzbekistánu se účastnil řady programů pro zlepšení jaderné a radiační bezpečnosti země. Spolu s partnery ze Spojených států amerických se věnoval ochraně jaderných a radioaktivních materiálů v Ústavu jaderné fyziky Akademie věd Republiky Uzbekistán, v Ústavu genetiky, Ústavu veterinární vědy v Samarkandu a v onkologických centrech kontroly šíření jaderných a radioaktivních materiálů ve Střední Asii.

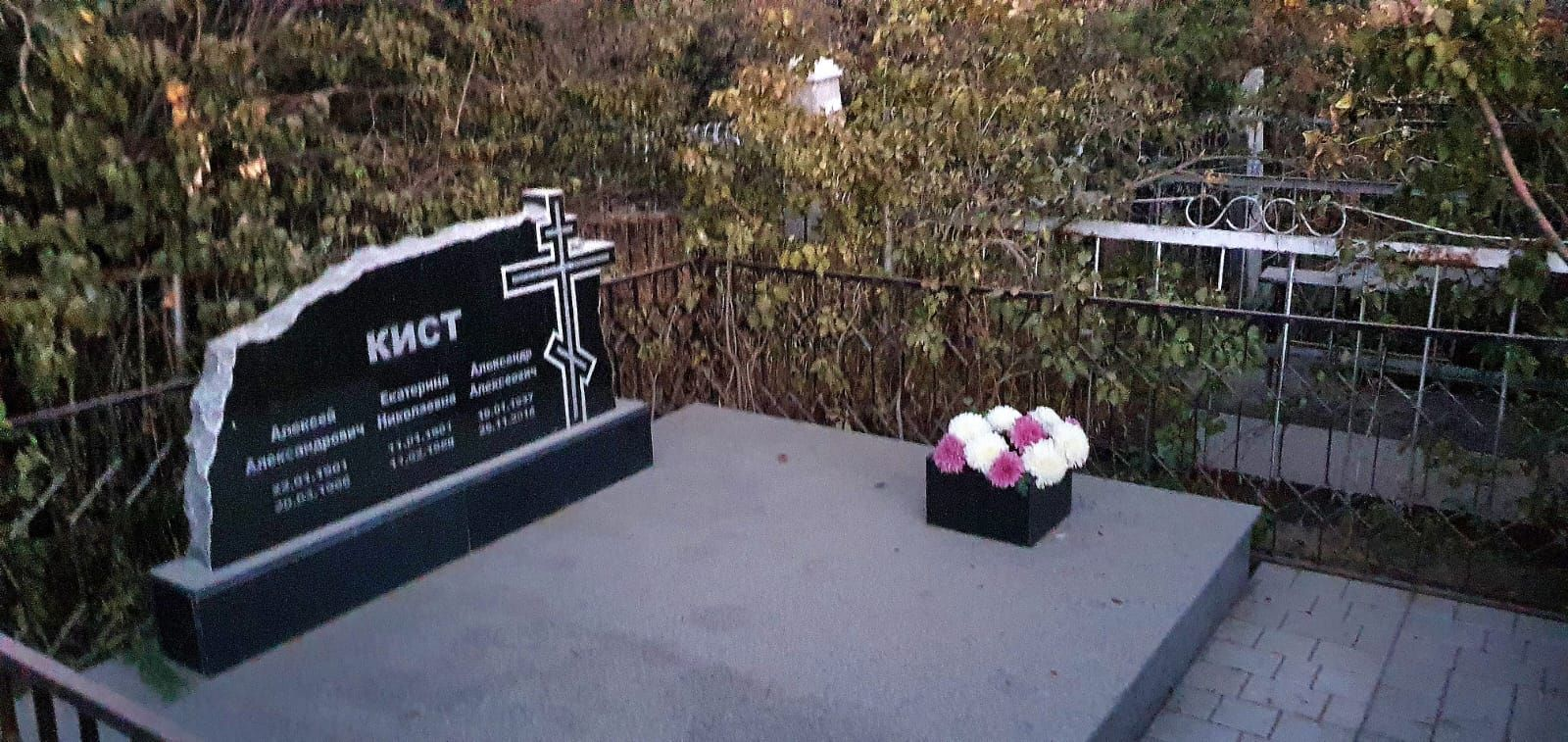
Náhrobek na Církevním hřbitově č. 1 města Čirčik u Taškentu

Alexander Kist byl aktivní také v komunitní práci. Byl členem uzbecké Mezirezortní vědecké rady pro radiochemii, místopředsedou Vědecké rady Akademie věd pro aplikaci metod jaderné fyziky v příbuzných oborech. Řadu let byl expertem Vyšší atestační komise Republiky Uzbekistán. Byl také členem řady národních i mezinárodních akademií věd, Akademických rad, organizačních výborů konferencí, vědeckých společností a dalších.
Po otevření velvyslanectví České republiky v Taškentu udržoval aktivní kontakt s českými pracovníky velvyslanectví. Mnozí z nich k němu jezdili i domů, dokazují to fotografie z jeho Facebooku.
Zemřel 29. listopadu 2018 ve svém domově v Ulugbeku u Taškentu, pohřben je společně s jeho rodiči na Křesťanském hřbitově č. 1 města Čirčik v Taškentské oblasti.[zdroj?]

## Rodina
V roce 1960 se Alexander Kist oženil s tehdejší studentkou Fyzikální fakulty Středoasijské státní univerzity v Taškentu Světlanou Marufovnou Mamedovou a měl s ní dvě děti Andreje Kista a Jekatěrinu Kist. Oba pracovali společně v Ústavu jaderného výzkumu v Ulugbeku u Taškentu, jeho žena poté z Ústavu odešla a pracovala u Taškentského automobilového a silničního institutu. Jejich manželství skončilo rozvodem.[zdroj?]
Dne 20. listopadu 1999 se Alexander Kist oženil podruhé. Vzal si uzbeckou výtvarnici Alexandru Rano (rodné jméno Rano Anvarovna Mirahmedova), jejíž otec byl biochemik, profesor a doktor věd, a matka, Ljubov Karimova, byla bioložka. Jejich manželství zůstalo bezdětné. Paní Alexandra Kist dnes působí jako restaurátorka historických objektů, zejména kostelů pravoslavné církve na území Uzbekistánu, a pokračuje tak v tradici malování náboženských ikon, kterou započala již matka Alexandra Kista a zejména její sestra Joanna.

## Ocenění
- Za dlouholetou práci mu byla v roce 1983 udělena Beruniho státní cena v oblasti vědy a techniky a v roce 1986 Řád rudého praporu práce. Později mu byly uděleny sovětské státní medaile „Za statečnou práci“ a "Veterán práce“.[zdroj?]
- Po rozpadu Sovětského svazu získal čestné uznání uzbecké vlády.[zdroj?]
- V roce 2000 mu za jeho přispění rozvoje vědy Mezinárodní biografické centrum Univerzity v Cambridgi udělilo titul "Mezinárodní člověk tisíciletí" (International Man of the Millenium).[zdroj?]
- V roce 2002 obdržel čestné uznání Ministerstva energetiky USA a Národního úřadu pro jadernou bezpečnost USA za přínos k posílení bezpečnosti Republiky Uzbekistán, Spojených států amerických a mezinárodního společenství.[zdroj?]
- V roce 2002 obdržel i medaili Jana Marka Marci z Kronlandu, kterou od roku 1977 uděluje česká Spektroskopická společnost Jana Marka Marci.[19]
- V roce 2004 obdržel uzbecké státní vyznamenání řád "Za nezištnou službu".[7]